# Bulgarian International 2006
Die Bulgarian International 2006 im Badminton fanden vom 13. bis zum 16. September 2006 in Sofia statt.

## Medaillengewinner
| Disziplin    | Gold                             | Silber                                   | Bronze                                  |
| ------------ | -------------------------------- | ---------------------------------------- | --------------------------------------- |
| Herreneinzel | Sergey Ivlev                     | Michael Christensen                      | Andrej Ashmarin                         |
| Herreneinzel | Sergey Ivlev                     | Michael Christensen                      | Kasper Ipsen                            |
| Dameneinzel  | Linda Zechiri                    | Petya Nedelcheva                         | Olga Golovanova                         |
| Dameneinzel  | Linda Zechiri                    | Petya Nedelcheva                         | Diana Dimova                            |
| Herrendoppel | Rasmus Andersen Peter Steffensen | Anton Nazarenko Andrej Ashmarin          | Radoslav Simeonov Konstantin Dobrev     |
| Herrendoppel | Rasmus Andersen Peter Steffensen | Anton Nazarenko Andrej Ashmarin          | Vladimir Metodiev Stilian Makarski      |
| Damendoppel  | Petya Nedelcheva Diana Dimova    | Anastasia Prokopenko Elena Chernyavskaya | Ezgi Epice Hatice Nurgul Sen            |
| Damendoppel  | Petya Nedelcheva Diana Dimova    | Anastasia Prokopenko Elena Chernyavskaya | Gitte Köhler Annekatrin Lillie          |
| Mixed        | Tim Dettmann Annekatrin Lillie   | Anton Nazarenko Elena Chernyavskaya      | Stilian Makarski Diana Dimova           |
| Mixed        | Tim Dettmann Annekatrin Lillie   | Anton Nazarenko Elena Chernyavskaya      | Vladimir Metodiev Dimitriya Popstojkova |